# Charlotte Sometimes (singolo)
Charlotte Sometimes è un brano dei Cure uscito come singolo nel 1981, con il brano Splintered in Her Head come lato b.
Entrambi i brani sono ispirati dal racconto per bambini Charlotte Sometimes di Penelope Farmer uscito nel 1969. L'immagine di copertina è la distorsione di una foto della futura moglie di Robert Smith, Mary Poole.
La traccia originalmente uscita come singolo sarà pubblicata su album solo nel 1986 sulla raccolta di singoli Standing on a Beach - The Singles 1978-1985 e nel 2005 sulla riedizione in formato deluxe dell'album Faith.

## Video
Il videoclip, diretto da Mike Mansfield, fu mandato in onda per la prima volta nell'ottobre del 1981.

## Versioni live
Il brano è stato spesso suonato dal vivo. Una versione live del brano è pubblicata sul live del 1984 Concert: The Cure Live. Un'altra versione live appare poi sull'album Paris del 1993.

## Tracce singolo
Singolo 7"
1. Charlotte Sometimes
2. Splintered in Her Head

Singolo 12"
1. Charlotte Sometimes
2. Splintered in Her Head
3. Faith (live)